# 假牛排菌属
假牛排菌属（学名：Pseudofistulina）是牛排菌科下的一个属。

## 下属物种
本属包括以下物种：
- 放射假牛排菌 Pseudofistulina radicata (Schwein.) Burds.
- 中国假牛排菌 Pseudofistulina sinensis G.Y.Zheng & Z.S.Bi